# アラン・ムーア (ドラマー)
アラン・ムーア(Alan Moore、1950年1月1日-)は、イギリスのドラマー。愛称はスキップ(Skip)。1971年から1972年までジューダス・プリーストで活動していた。
数多くのバンドで活動し、1971年にK.K.ダウニングとイアン・ヒルに誘われ、ジューダス・プリーストに加入。 翌年に脱退し、カントリーロックバンドのサンダンスに加入した。
1975年に再びダウニングとヒルに声をかけられてジューダス・プリーストに復帰。  1976年、アルバム『Sad Wings of Destiny』のレコーディングに参加。 このアルバムは成功を収めたが、ムーアは脱退を決意した。
ムーアはその後も数多くのバンドやセッションに参加。1981年、R.P.M.に加入し、2枚のシングルをリリースした。 脱退後は音楽活動から離れ、ムーアは多かれ少なかれ無名の存在となった。
その後のムーアの消息は不明で、ジューダス・プリーストの公式伝記『The Story of Judas Priest』の著者ニール・ダニエルズは、「この伝記が書かれた当時、ムーアはバンドの元メンバーの中で唯一、全く行方がつかめなかった」と述べている。